# جاي ريتشاردسون
جاي ريتشاردسون (بالإنجليزية: Jay Richardson)‏ (14 نوفمبر 1979 في المملكة المتحدة - ) هو لاعب كرة قدم بريطاني في مركز الوسط. لعب مع إيستبورن بوروه وتشيلسي ونادي إنفيلد ونادي كرولي تاون ونادي إكزتر سيتي وCroydon Athletic F.C. ‏.

## وصلات خارجية
- جاي ريتشاردسون على موقع Soccerbase.com (لاعب) (الإنجليزية)